# Nigeria na Mistrzostwach Świata w Lekkoatletyce 2011
Nigeria na Mistrzostwach Świata w Lekkoatletyce 2011 było reprezentowane przez 15 zawodników.

## Wyniki reprezentantów Nigerii

### Mężczyźni

#### Konkurencje biegowe
| Konkurencja   | Zawodnik           | Eliminacje | Eliminacje | Półfinał | Półfinał | Finał    | Finał   |
| Konkurencja   | Zawodnik           | Rezultat   | Pozycja    | Rezultat | Pozycja  | Rezultat | Pozycja |
| ------------- | ------------------ | ---------- | ---------- | -------- | -------- | -------- | ------- |
| Bieg na 100 m | Ogho-Oghene Egwero | 10,57      | 36.        |          |          |          |         |
| Bieg na 100 m | Peter Emelieze     | 10,58      | 38.        |          |          |          |         |

#### Konkurencje techniczne
| Konkurencja | Zawodnik         | Eliminacje | Eliminacje | Finał    | Finał   |
| Konkurencja | Zawodnik         | Rezultat   | Pozycja    | Rezultat | Pozycja |
| ----------- | ---------------- | ---------- | ---------- | -------- | ------- |
| Skok w dal  | Stanley Gbagbeke | DNS        | DNS        |          |         |
| Trójskok    | Tosin Oke        | 16,60 m    | 16.        |          |         |

### Kobiety

#### Konkurencje biegowe
| Konkurencja                | Zawodniczka                                                     | Eliminacje | Eliminacje | Półfinał     | Półfinał | Finał    | Finał   |
| Konkurencja                | Zawodniczka                                                     | Rezultat   | Pozycja    | Rezultat     | Pozycja  | Rezultat | Pozycja |
| -------------------------- | --------------------------------------------------------------- | ---------- | ---------- | ------------ | -------- | -------- | ------- |
| Bieg na 100 m              | Blessing Okagbare                                               | 11,09      | 1. Q       | 11,22        | 5. Q     | 11,12    | 5.      |
| Bieg na 100 m              | Oludamola Osayomi                                               | 11,14      | 6. Q       | 11,58        | 21.      |          |         |
| Bieg na 200 m              | Endurance Abinuwa                                               | 23,53      | 26. Q      |              |          |          |         |
| Bieg na 200 m              | Blessing Okagbare                                               | DNS        | DNS        |              |          |          |         |
| Bieg na 100 m przez płotki | Seun Adigun                                                     | 13,13 (SB) | 21. Q      | 13,14        | 19.      |          |         |
| Bieg na 400 m przez płotki | Ajoke Odumosu                                                   | 56,23      | 19. Q      | 56,41        | 17.      |          |         |
| Sztafeta 4 × 100 m         | Gloria Asumnu Oludamola Osayomi Agnes Osazuwa Blessing Okagbare |            |            | 42,74 (SB)   | 6. Q     | 42,93    | 7.      |
| Sztafeta 4 × 400 m         | Omolara Omotoso Ajoke Odumosu Margaret Etim Bukola Abogunloko   |            |            | 3:25,59 (SB) | 7. Q     | 3:29,82  | 8.      |

#### Konkurencje techniczne
| Konkurencja | Zawodniczka       | Eliminacje   | Eliminacje | Finał    | Finał   |
| Konkurencja | Zawodniczka       | Rezultat     | Pozycja    | Rezultat | Pozycja |
| ----------- | ----------------- | ------------ | ---------- | -------- | ------- |
| Skok wzwyż  | Doreen Amata      | 1,95 m (=NR) | 7. Q       | 1,93 m   | 8.      |
| Skok w dal  | Blessing Okagbare | 6,36 m       | 18.        |          |         |